# The Last Days of Disco
The Last Days of Disco är en amerikansk komedifilm från 1998 i regi av Whit Stillman. I huvudrollerna ses Chloë Sevigny och Kate Beckinsale.

## Handling
En komedi om en grupp yuppies som är karriär- och relationshungriga och som alla älskar disco.

## Rollista i urval
- Chloë Sevigny – Alice Kinnon
- Kate Beckinsale – Charlotte Pingress
- Chris Eigeman – Des McGrath
- Mackenzie Astin – Jimmy Steinway
- Matt Keeslar – Josh Neff
- Robert Sean Leonard – Tom Platt
- Jennifer Beals – Nina Moritz
- Matthew Ross – Dan Powers
- Tara Subkoff – Holly
- Jaid Barrymore – Francesca/Tiger Lady